# لين كين
لين كين (بالإنجليزية: Lynn Cain) هو لاعب كرة قدم أمريكية أمريكي، ولد في 16 أكتوبر 1955 في لوس أنجلوس في الولايات المتحدة.

## وصلات خارجية
- لين كين على موقع مرجع كرة القدم المحترفة.كوم (الإنجليزية)